# 音吹保臣
音吹 保臣（ねぶき やすおみ、1974年8月14日 - ）は、愛知県出身の元タレント・元モデル。所属事務所はエイジ→ビッグアップルを経てJMO。

## 人物
- 趣味：ドライブ、映画鑑賞、空想、油絵。
- 特技：体重コントロール、清掃、水泳。

## 出演

### ドラマ
- 夏!デパート物語 （井原洋役）レギュラー TBS 1995年

### 舞台
- 赤毛のアン （ギルバート役）

### TV-CM
- 太平洋ゴルフクラブ 2006年1月1日 - 12月31日
- 三菱電機 企業CM DIGUARD 2008年4月1日 - 2011年3月31日

### WEB
- 三菱電機 企業CM DIGUARD 2013年

### インフォマーシャル
- 明治乳業 LG21 2005年12月10日 - 12月25日

### スチール
- 富士通 NTT DoCoMo F702i 2006年3月1日 - 5月31日 1クール

### カタログ
- マイプレシャス プレシャスセレクト